# Lincoln (Michigan)
Pour les articles homonymes, voir Lincoln.
Lincoln est un village du comté d'Alcona, dans l'État du Michigan, aux États-Unis. En 2020, il comptait une population de 305 habitants.